# Іпатінґас буріс
Іпатінґас буріс (Спеціальний загін) або Спеціальний загін СД і німецької поліції безпеки (лит. Vokiečių Saugumo policijos ir SD ypatingasis būrys, пол. Specjalny Oddział SD i Niemieckiej Policji Bezpieczeństwa, також розмовно strzelcy ponarscy («Понарські стрільці» польською) (1941—1944) був литовцем , загін убивць, також відомий як "Литовський, еквівалент «Зондеркоманда», що діє у Вільнюській області. Підрозділ, який переважно складався з литовських добровольців, був сформований німецьким окупаційним урядом і підпорядковувався Einsatzkommando 9, а пізніше Sicherheitsdienst (SD) і Sicherheitspolizei (Sipo). Загін підпорядковувався німецькій поліції і не мав офіційної автономії.

## Історія

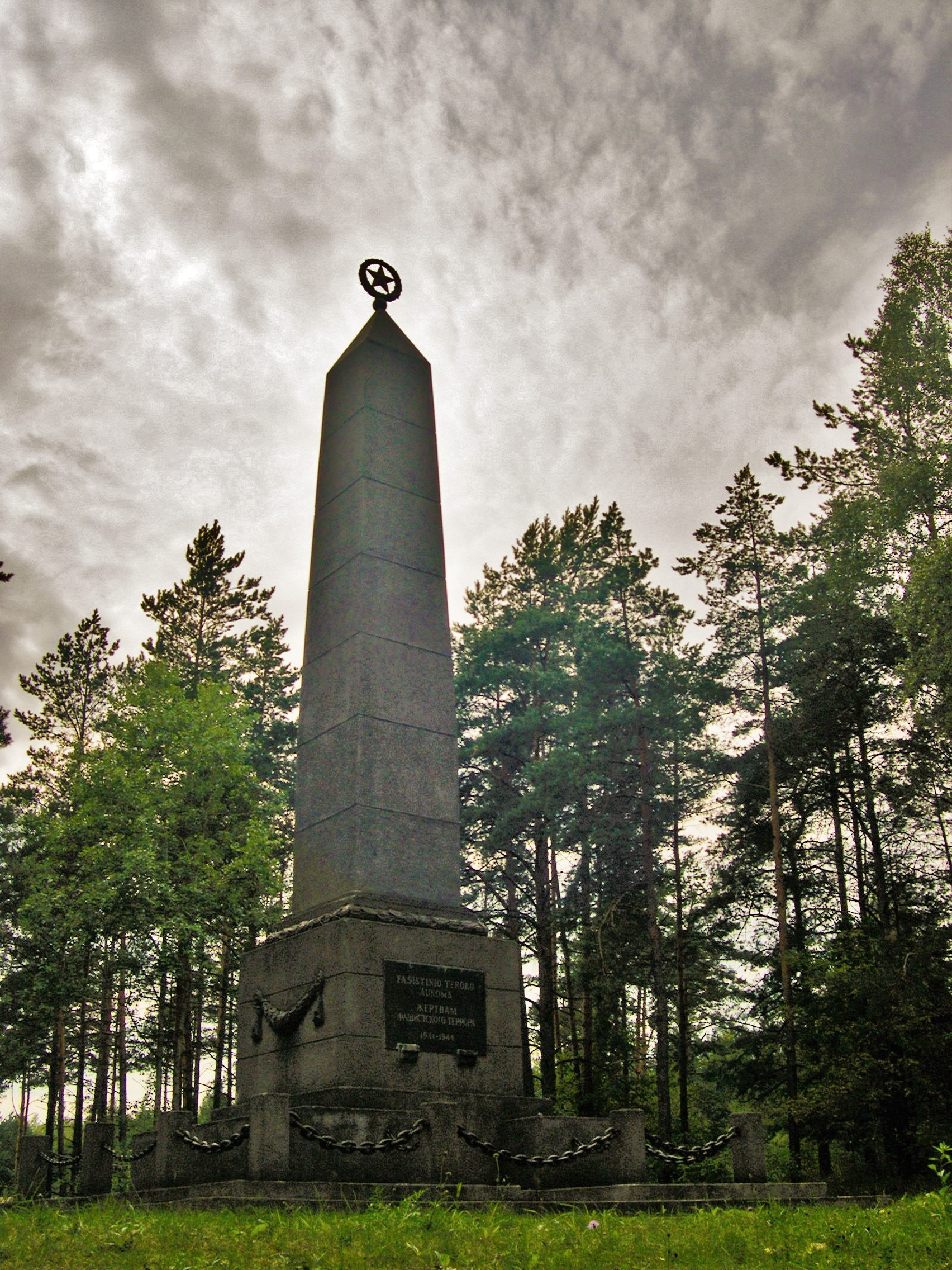
Оригінальний радянський меморіал жертвам радянської влади в Панеряйському лісі

Назва Вільнюського спеціального загону (лит. Ypatingasis būrys) вперше згадується в документах від 15 липня 1941 року. Спеціальний загін (YB) виник як поліцейські підрозділи, сформовані після того, як Литва була окупована Німеччиною в 1941 році. Бубніс зазначає, що важко відповісти на два питання: скільки було членів МБ і скільки людей вони вбили. Бубніс стверджує, що цифра в 100 тисяч жертв, яку приписують організації, є завищеною.

### Склад і розмір блоку
Багато членів були волонтерами, зокрема набраними з числа колишніх членів воєнізованого націоналістичного. Союзу литовських стрільців. Він складався переважно з литовців, хоча, за словами литовського історика Бубниса, в ньому також служило кілька росіян і кілька поляків.

### Роль у Голокості
Членів загону використовували як охоронців і виселяли євреїв з квартир у гетто. YB також охороняв штаб-квартиру гестапо у Вільнюсі, в'язницю на сучасному проспекті Гедиміна, а також базу Панеряй.
Разом з німецькою поліцією загін брав участь у різанині в Понарах, де було вбито близько 70 000 євреїв, а також близько 20 000 поляків і 8 000 російських військовополонених, багато з яких були з сусіднього Вільнюса. YB був створений для вбивства людей і вбивав людей протягом усього свого існування. У 1941 році вона здійснила більшість убивств. YB вбивав людей у Панеряї, Неменчині, Новій Вільні, Варені, Яшюнаї, Ейшішках, Тракаї, Семелішках та Швенчонісі. YB знищив десятки тисяч людей, переважно євреїв.

#### 1943 рік
Коли німці закрили вільнюські монастирі в 1943 році, YB охороняв їхні об'єкти, поки німці не вивезли захоплене майно. У 1943 році YB здійснив значно менше розстрілів, ніж у 1941—1942 роках. З грудня 1943 р. Панеряй охороняв підрозділ СС і до 1944 р., за словами литовського історика Бубниса, Ю. Б. не проводив розстрілів у Панеряї.
З серпня 1943 року ЮБ було перейменовано в загін 11-го батальйону Латвійського легіону. Старі документи, що посвідчують особу, замінили на нові документи військ Латвійського легіону. Незважаючи на формальну зміну, YB все ще служив у німецькій поліції безпеки та SD.

#### 1944 рік
У липні 1944 р. YB було переведено до Каунаса та розміщено у Дев'ятому форті . Там Я. Б. охороняв в'язницю і перед відступом убив 100 в'язнів. Потім YB було переведено до Штутгофа, звідки супроводжувало євреїв до Торуня . Він залишався там до квітня 1944 року, коли отримав наказ конвоювати євреїв до Бидгоща . Проте члени МБ втекли від фронту, що наближався, а в'язні євреї втекли. Деякі члени ББ успішно відступили до Німеччини; частина залишилася в зоні окупації Червоної Армії.

## Командири
Серед перших організаторів загону були молодші лейтенанти Якубка та Буткус. Після 23 липня 1941 року командиром був Юозас Шидлаускас . У листопаді 1941 року командиром загону став лейтенант Баліс Норвайша, а його заступником став лейтенант Балис Лукошюс . Наприкінці 1943 року Норвайша та Лукошюс були направлені до батальйону самооборони, а командування YB було передано сержанту Йонасу Тумасу . Найдовше командиром YB був есесівець Мартін Вайс . Вайс не лише керував стратами, але й особисто вбивав жертв. У 1943 році Вайса змінив рядовий Фідлер.